# ギャンブル大帝
ギャンブル大帝（ギャンブルたいてい）は、北海道札幌市のケーブルテレビ局ジェイコム札幌で放送していた麻雀・競馬を対象にしたバラエティ番組。1998年4月に放送開始、2019年2月に終了。

## 概要
札幌ケーブルテレビジョン（現：ジェイコム札幌）時代から放映していた長寿番組。放送開始時は1時間番組で、麻雀・競馬などをテーマに放送していた。
番組開始当初は、札幌市在住のプロ雀士・土田浩翔が講師役として、お笑い芸人には珍しく麻雀を全く知らなかったおふぃすせぶん（かみむらしんや・いけぞえひろき）の二人にルール・基本など一から全てを教えていた。中期以降は30分番組となり、ほぼ麻雀専門番組となっていた。
2019年2月18日の週の放送で、翌週(2月25日の週)をもって、放送を終了することが発表された。

## 番組概要

### コーナー
麻雀deコマーシャル
著名愛好家・麻雀プロ・一般参加者が対局をして、あがったハン数に応じて自身や勤める企業の告知タイムを獲得できる。

### 放送時間
※2015年11月から放送日時を以下の通りに変更。
本放送
- 月曜日（23:30 - 24:00）

再放送
- 水曜日・金曜日（23:30 - 24:00）
- 日曜日（17:00 - 17:30）

## 出演者
放送開始時の出演者は、オフィスセブン所属のお笑いコンビ・おふぃすせぶん（かみむらしんや・いけぞえひろき）と、麻雀プロの土田浩翔。おふぃすせぶんのコンビ解消後は、同事務所のさおり・ラフ→チケットが出演。
2009年1月から、麻雀プロ・著名な麻雀愛好家（芸能人・ライター・漫画家など）が出演するスタイルとなっていた。

### 現在
レギュラー
- 土田浩翔 - 麻雀プロ
- かみむらしんや - タレント（MC）
- 喜多清貴 - 麻雀プロ（解説者）
- さおり - タレント（アシスタント）
- 伊藤奏子-麻雀プロ（実況）
- 高岡凛-麻雀プロ（実況）

準レギュラー
- ラフ→チケット

ゲスト
- 麻雀プロ・著名な麻雀愛好家（芸能人・麻雀ライター・漫画家など）

ナレーター
- ふれさわひろみつ

### 過去
レギュラー
- いけぞえひろき（元おふぃすせぶん）
- だいすけ

ゲスト
- 男子プロ
  - 荒正義
  - 前原雄大
  - 瀬戸熊直樹
  - 多井隆晴
  - 滝沢和典
  - 白鳥翔
  - 内川幸太郎
  - 望月雅継
  - 井出康平
  - 石橋伸洋
  - 木原浩一
  - 大貝博美
  - 萩原聖人（俳優）
  - 来賀友志（原作者）
  - 片山まさゆき（漫画家）
  - 馬場裕一（麻雀ライター）
  - 加藤哲郎（元プロ野球選手）
  - 黒岩悠（騎手)
  - 半笑い（競馬評論家）
  - 若原隆宏（新聞記者）
- 女子プロ
  - 二階堂亜樹
  - 二階堂瑠美
  - 和泉由希子
  - 宮内こずえ
  - 黒沢咲
  - 手塚紗掬
  - 高宮まり
  - 中山奈々美
  - 松岡千晶
  - 菅原千瑛
  - 中野妙子
  - 成瀬朱美
  - 大崎初音
  - 杉村えみ
  - 遠藤美穂
  - 櫻井はるか
  - 水口美香
  - 水瀬千尋
  - 水瀬夏海
  - 茅森早香
  - 根本佳織
  - 浅見真紀
  - 足木優
  - 樋口清香
  - 塚田美紀
  - 樋口栄佳
  - 安達瑠理華
  - 白田みお　
  - 白河雪菜
  - 小川和香奈
  - 立花つくし

## スタッフ
技術協力：プランニング・ホッコー
著作・制作：ザファンクス、オフィスセブン

## 番組スポンサー
提供：ハートランド
CMスポンサー：津村娯楽堂、北海道さかえ

## 制作協力
日本プロ麻雀連盟、ＲＭＵ